# Veit Stoss

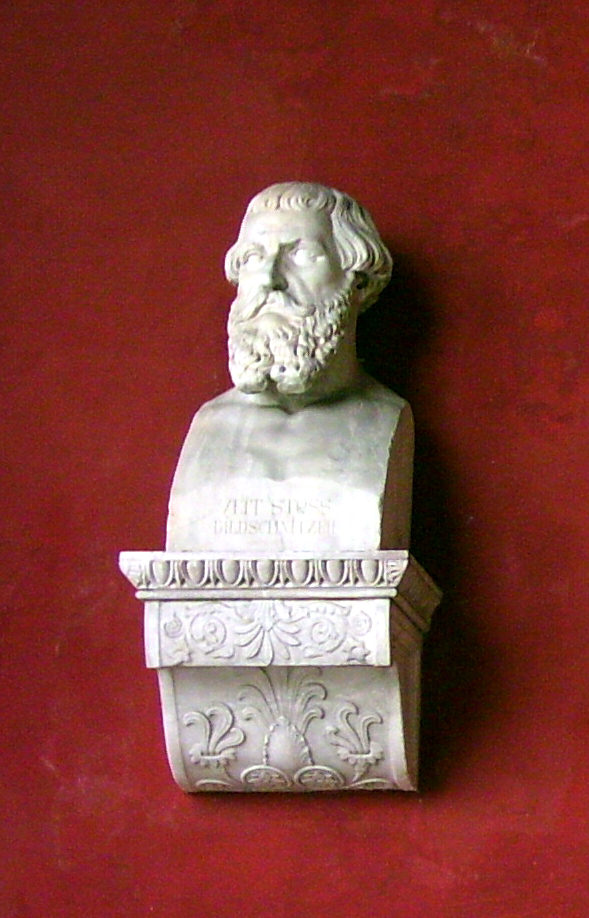
Busto de Stoss en el Ruhmeshalle, Múnich.

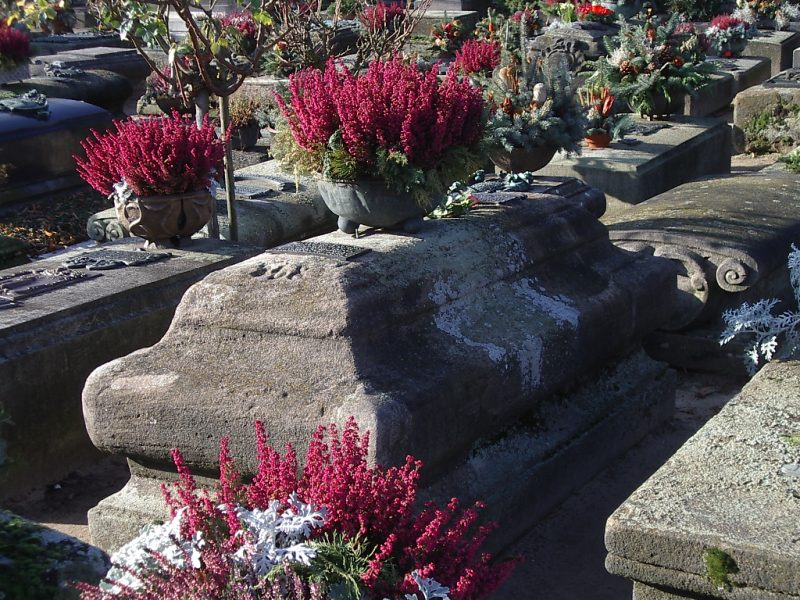
Tumba en el Johanniskirchhof (Dic.2004).

Veit Stoss (en alemán: Veit Stoß; en polaco: Wit Stwosz) (Horb am Neckar, ca. 1445-1450 - Núremberg, 20 de septiembre de 1533) fue un escultor alemán del gótico tardío, uno de los más importantes de su época en Europa.

## Biografía
Tras pasar la juventud en su tierra natal, en el año 1473 marchó a la ciudad de Núremberg, donde contrajo matrimonio con Barbara Hertz. En esta ciudad nació el mayor de sus hijos, Andreas. En 1477 renunció a su ciudadanía de Núremberg, mudándose a Cracovia, lugar en el que permanecen él y su familia hasta 1496. En esta etapa de Cracovia realizó algunas de sus mejores obras, como el magnífico Altar de la Dormición, en la Basílica de Santa María de esta ciudad. En esta obra se aprecian algunas de las principales características de su estilo: decorativismo, fuerte caracterización de los personajes, gusto por la riqueza y el detalle, como se observa en los ricos plegados de los vestidos. Otro trabajo importante de este período fue la tumba del rey polaco Casimiro IV en la catedral de Wawel.
En 1496, regresó a Núremberg con su esposa y sus ocho hijos. Allí adquirió la ciudadanía y comenzó a trabajar en diversos encargos. En el periodo de 1500-1503, talló el altar de la Asunción de María para la iglesia parroquial de Schwaz, Tirol. En 1503, copió el sello y la firma de un contratista fraudulento y fue condenado a ser abofeteado en público en ambas mejillas y que no le fuera permitido salir de Núremberg sin un permiso explícito del concejo de ciudad.
A pesar de la prohibición, en 1504 fue a Münnerstadt para colaborar en el altar de Tilman Riemenschneider. Realizó también un altar para la catedral de Bamberg y otras esculturas en Núremberg, incluyendo un Anuncio de Tobías por el ángel. En 1506 lo arrestaron otra vez. El emperador Maximiliano escribió una carta conmutando la pena, pero fue rechazada por el concejo de la ciudad como interferencia en sus asuntos internos.

## Obra
- Altar de Cracovia, Basílica de Santa María de Cracovia.
- El arcángel Rafael y el joven Tobías, Núremberg, Germanisches Nationalmuseum, 1516.
- Crucificado, Núremberg, St. Lorenz.
- Altar de Veit Stoss, catedral de Bamberg.
- Escultura para las cuatro escenas de la leyenda de Kilian en el ala del altar de Tilman Riemenschneider en la iglesia de Münnerstadt, 1504.

## Galería de imágenes

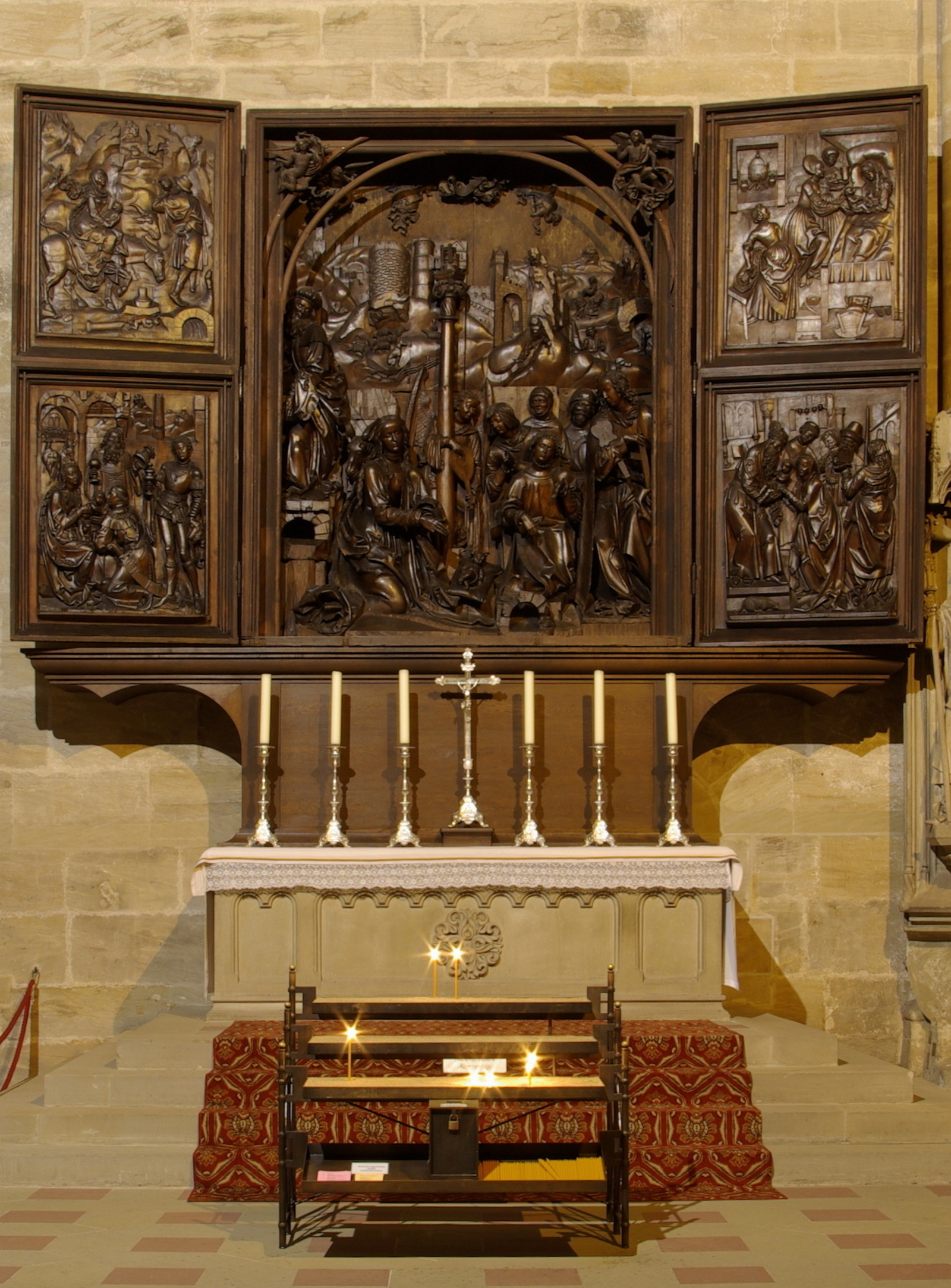
Altar en la Catedral de Bamberg
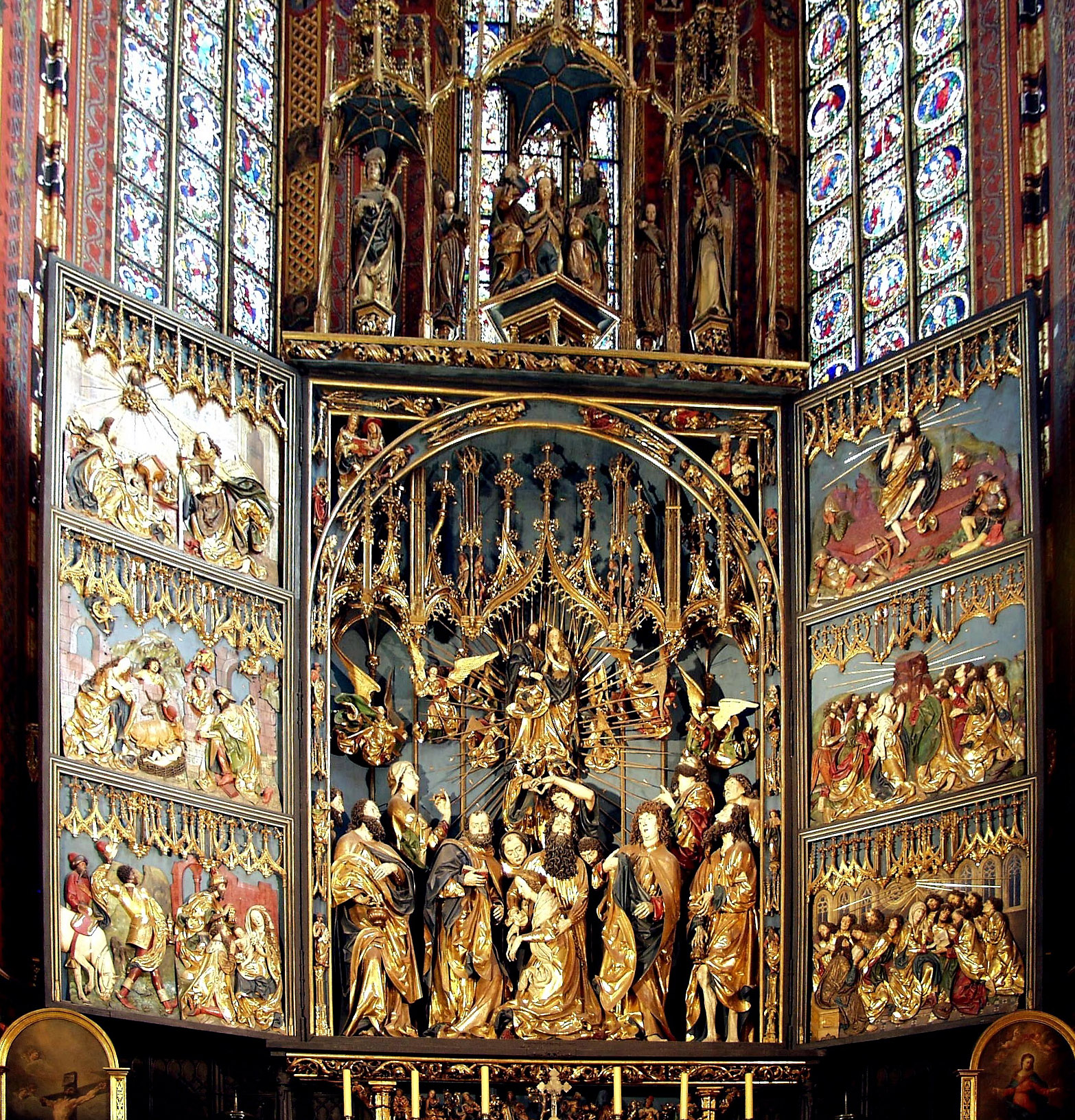
Altar de la Dormición o Altar de Cracovia
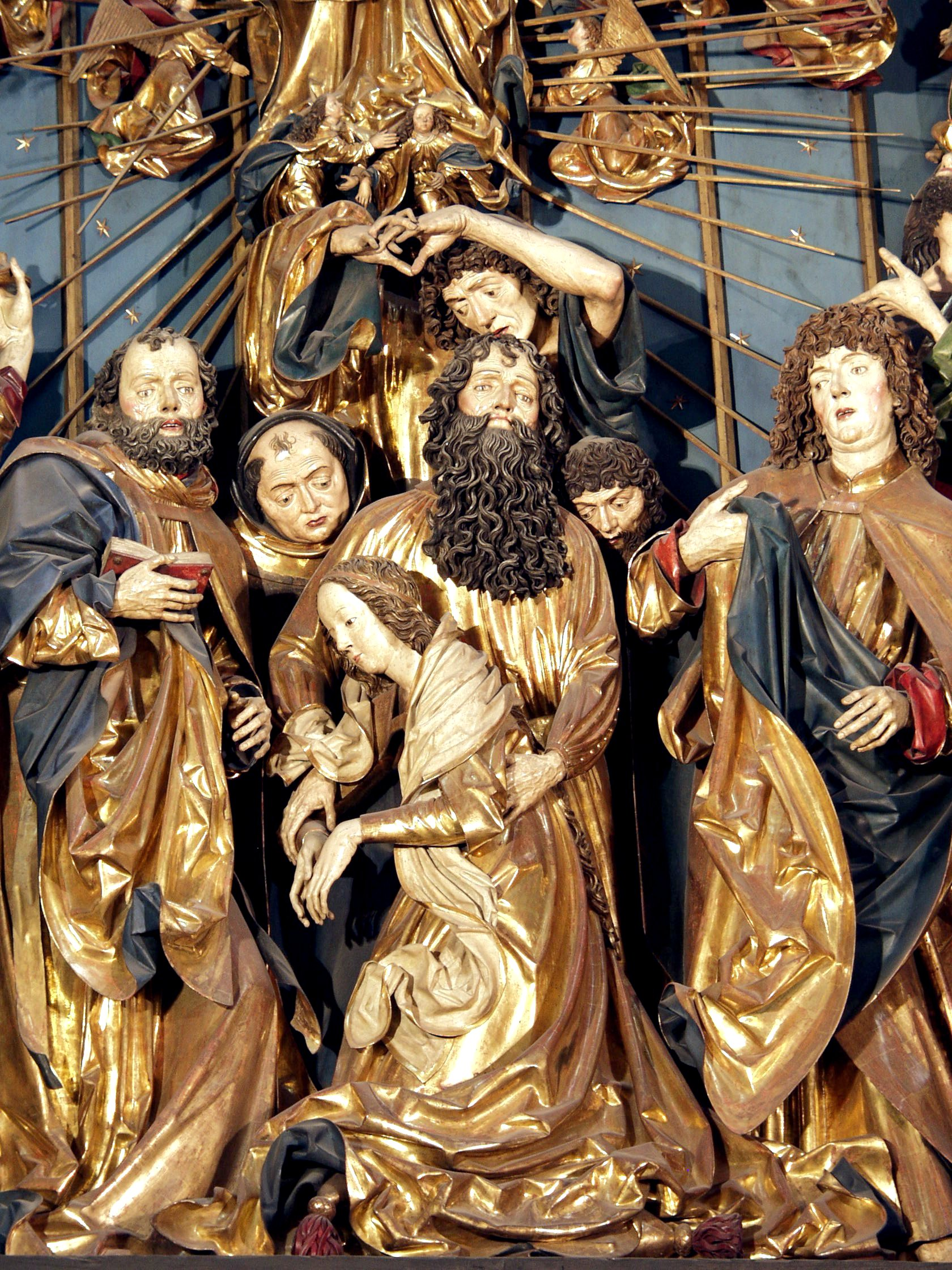
Detalle de la escena principal del Altar de Cracovia
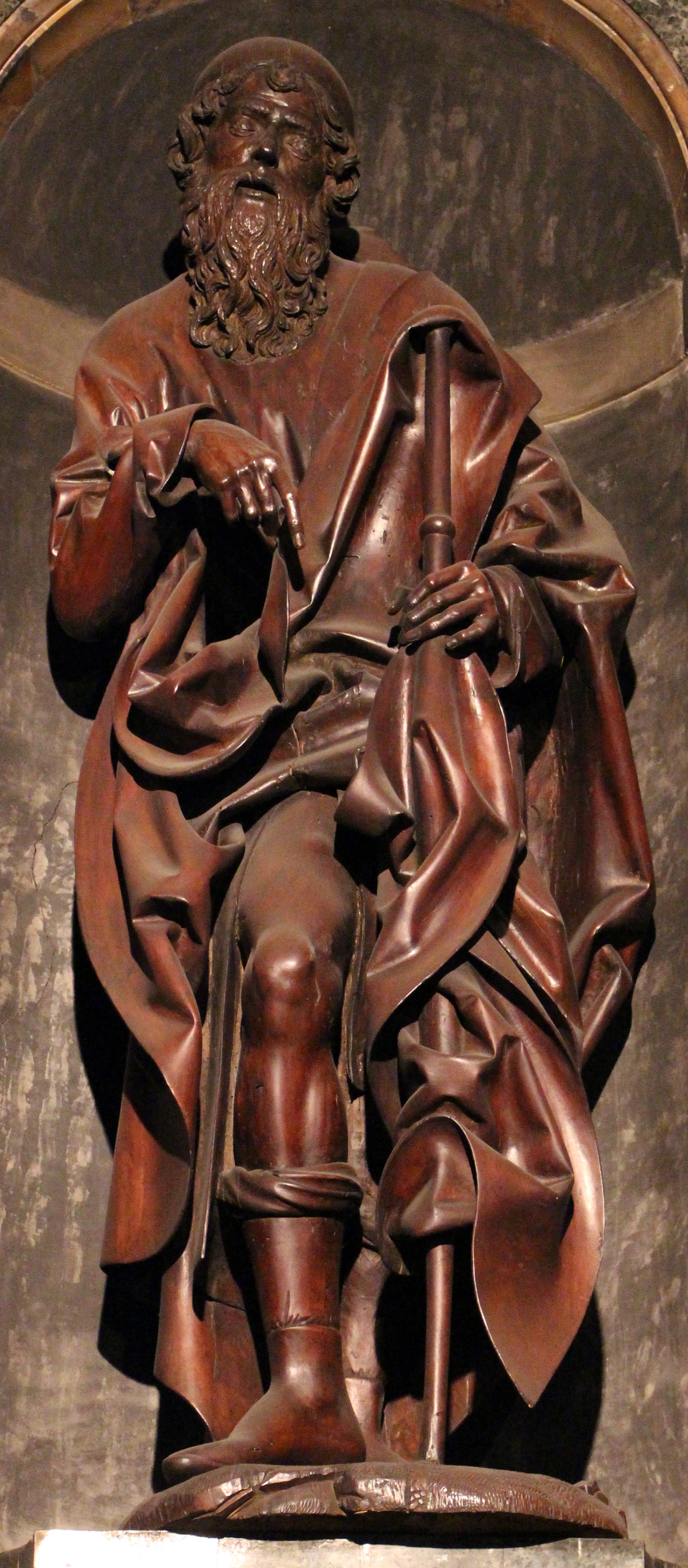
San Roque

## Literatura
- The Limewood Sculptors of Renaissance Germany, Michael Baxandall, 1980
- Bergau: Der Bildschnitzer Veit Stoß und seine Werke, Nürnberg (1884)
- Leo Weismantel: Gericht über Veit Stoss, Reinbek b. Hamburg, Rowohlt (1988)